# Castillo de Kayseri
El castillo de Kayseri es un castillo situado en la ciudad homónima de Kayseri (Turquía), construido en la antigüedad clásica y mencionado por primera vez en una moneda acuñada durante el reinado del emperador romano Gordiano III, entre los años 238 y 244. Fue sometido a numerosas modificaciones, primero por los romanos y posteriormente por los bizantinos, danisméndidas, selyúcidas, Dulkadir, karamánidas y otomanos. El castillo consta de una sección interior y otra exterior, con un total de dieciocho torres.